# Animal (álbum de Bronco)
Animal es el decinoctavo álbum de estudio de la  banda de música regional mexicana Bronco. Fue lanzada por Sony BMG el 16 de noviembre de 1995.

## Lista de canciones
1. "Traición A La Mexicana" - 3:11
2. "Todo Con Ella" - 3:31
3. "El Llanto me Está Mojando" -3:36
4. "Alma Mía" - 2:47
5. "Animal" - 3:37
6. "Me Voy De Ti" - 2:40
7. "Concierto De Besos" - 2:34
8. "La Apuesta" - 4:41
9. "Todo Por Ti" - 3:02
10. "Entre El Cielo Y El Infierno" - 3:40
11. "La Profesora Güera" - 2:57
12. "Y Eso No" - 2:46

## Premios
Billboard Albums
| Año  | Tabla             | Posición |
| ---- | ----------------- | -------- |
| 1995 | Regional Mexicano | 6        |
| 1995 | Álbum Latino      | 18       |

Billboard Singles
| Año  | Sencillo               | Tabla                          | Posición |
| ---- | ---------------------- | ------------------------------ | -------- |
| 1995 | Todo Por Ti            | Hot Latin Tracks               | 3        |
| 1995 | Todo Por Ti            | Latin Regional Mexican Airplay | 2        |
| 1996 | Animal                 | Hot Latin Tracks               | 4        |
| 1996 | Animal                 | Latin Regional Mexican Airplay | 2        |
| 1996 | Todo Con Ella          | Hot Latin Tracks               | 7        |
| 1996 | Todo Con Ella          | Latin Regional Mexican Airplay | 3        |
| 1996 | Traición a la Mexicana | Hot Latin Tracks               | 7        |
| 1996 | Traición a la Mexicana | Latin Regional Mexican Airplay | 2        |